# Združena velika loža Victoria
Združena velika loža Victoria je prostozidarska velika loža v Victorii, ki je bila ustanovljena leta 1889.
Združuje 199 lož, ki imajo skupaj 8.000 članov.